# KSK Luch Moscou
Pour les articles homonymes, voir Luch Moscou.
Le KSK Luch Moscou est un club féminin de handball de la ville de Moscou en Russie. Fondé en 1959 sous le nom de Trud Moscou, il prend son nom actuel en 1966.

## Palmarès

### Section féminine
Compétitions internationales
- Coupe des clubs champions (C1)
  - Vainqueur (1) : 1963
- Coupe des vainqueurs de coupe (C2)
  - quart-de-finaliste (1) : 1998
- Coupe Challenge (C4)
  - demi-finaliste (1) : 2001

Compétitions nationales
- Championnat d'URSS
  - Vainqueur (5) : 1962, 1963, 1964, 1965, 1968
  - Deuxième (3) 1966, 1969, 1975
- Coupe de Russie
  - finaliste (1) : 2008

### Section masculine
Compétitions nationales
- Championnat d'URSS à onze
  - Vainqueur (1) : 1961
  - Deuxième (1) : 1959

## Personnalités liées au club
- Alexeï Alexeïev (de) : entraîneur de 2004 à 2019
- Ekaterina Andriouchina : joueuse de 2000 à 2007
- / Natalia Deriouguina : joueuse de 198x à 1994
- / Kristina Trichtchouk : joueuse avant 2004